# Luisa Morgantini
Luisa Morgantini, née le 5 novembre 1940 à Villadossola, est une femme politique italienne. Membre du Parti de la refondation communiste, elle est élue député européenne, siège au Parlement européen de 1999 à 2009 et est vice-présidente de la sixième législature du Parlement européen (2004 à 2009) où elle siège avec le groupe de la Gauche au Parlement européen. Elle est l'une des fondatrices de la branche italienne des femmes en noir de Jérusalem.

## Carrière
Luisa Morgantini est élue au Parlement européen en 1999 et réélue en 2004 en tant que candidate indépendante sur la liste du Parti de la refondation communiste, dans la circonscription électorale centrale, après que Fausto Bertinotti a choisi de siéger dans la circonscription méridionale.
En janvier 2007, elle est élue vice-présidente du Parlement européen, avec des responsabilités liées à la politique européenne sur l'Afrique et les droits de l'homme. Elle est membre de plusieurs commissions parlementaires, dont la commission du développement, celle des droits des femmes et de l'égalité des genres, celle des affaires constitutionnelles et la sous-commission des droits de l'homme. Elle a également été présidente de la délégation du Parlement européen pour les relations avec la Palestine. Elle a également été membre de la délégation à l'assemblée parlementaire euro-méditerranéenne et à l'Assemblée parlementaire paritaire. En outre, elle contribue au groupe de travail sur l'observation des élections et participe à l'intergroupe sur les initiatives de paix.
Elle est l'une des fondatrices du réseau international Women in Black contre la guerre et la violence et elle a participé à la coordination nationale de l'Association pour la paix, un mouvement non-violent. Elle a également fondé et dirige l'association AssoPacePalestina, qui milite pour la paix et les droits de l'homme en Palestine.
Luisa Morgantini a reçu plusieurs distinctions, notamment un prix pour la paix décerné par la branche israélienne des femmes en noir de Jérusalem et le prix Golden Doves for Peace décerné par les Archives du désarmement.
En 2023, elle est l'une des 1 000 femmes nominées pour le prix Nobel de la paix.
Le 30 janvier 2025, elle est arrêtée avec Roberto Bongiorni, journaliste à Il Sole 24 Ore, par des militaires israéliens dans la colonie de Kiryat Arba, près d'Hébron, en Cisjordanie occupée. Ils sont accusés d'être entrés sans autorisation dans une zone militaire et sont libérés quelques heures plus tard,. Cette arrestation est critiquée par des personnalités publiques telles que Nicola Fratoianni et par la Fédération nationale de la presse italienne.